# József Attila Gimnázium (Monor)

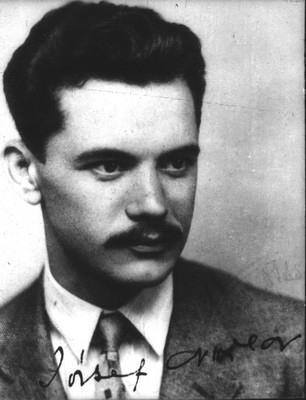
József Attila

A monori József Attila Gimnázium és Közgazdasági Szakközépiskolát 1951-ben alapították. Kezdetben közgazdasági középiskola, 1953-tól állami közgazdasági technikum, 1954-től általános gimnázium, 1970-től gimnázium és közgazdasági szakközépiskola. Oktatási profilja 1957–1978: politechnikai oktatás, 1963-tól: orosz, olasz szakosított tantervű osztályok, 1971-től: matematika tagozat, 1992-től: hatosztályos gimnázium, 2004-től nyelvi előkészítő osztály. Ha csak az utóbbi 50 évre tekintünk vissza, azt láthatjuk, hogy ez az időszak sok küzdelmet, eredményt, bánatot, örömet hozott és hoz az itt tevékenykedő tanárok és tanulók számára. Az 50 év alatt végzett munka a semmiből emelte fel ezt az iskolát, amely ma több, mint 800 diákot szolgál. Az Országos középiskolai tanulmányi versenyek eredményei alapján az ország közel 1000 középiskolája közül a 16. helyet foglalja el a József Attila Gimnázium.
Szolgál a kezdetektől máig, a szó nemes értelmében. Szolgálja Monort és a karéjában levő több mint 20 települést; megmutatva, hogy az itteni fiatalok a "JAG" ugródeszkájáról elrugaszkodva bárhová elérhetnek.
"Fél évszázad alatt ez nőtt ki az emberi hitből, akaratból, olykor szinte minden materiális eszközt nélkülözve. 1951. A mindent pusztító háború utáni hat év. A romok nyomai még láthatók, alig került tető a házak fölé, alig jut meleg a szobába, s alig akad pár fillér a zsebekben, a mindennapi szelet kenyér is bizonytalan sokszor. Szegénység és nagy gazdagság a szívekben, mert az emberek fáradhatatlanok, ha a gyermekeik szebb jövőjéről van szó. Amit a sors tőlük elvett, azt fiaiknak, lányaiknak szeretnék adni. Jó szívvel törnek, s adnak kis kenyérkéjükből is, hogy az ifjú nemzedéknek iskolája legyen és a tudás irányíthassa az ifjúság sorsának fordulásait.
Megőriztünk-e szívünkben ebből az érzésből valamit, amikor ezer „kacat” vesz körül minket, amikor elégedettségünket, boldogságunkat a még több birtoklásában reméljük?
Boldog vagyok, hogy az Oláh Pista bácsi által megfogalmazott emberség-eszme ma is áthatja mindennapjainkat. Könny szökik a szemünkbe, ha az elköszönő, virágot átadó ifjút látjuk, aki kipallérozódott az itteni évek alatt. Meghatottságunkat növeli, hogy felvillan egy pillanatra az egykori rakoncátlan, csikóvérű, üres beszédű, nagy hangú kamasz is.
Boldog vagyok, mert ezen a szigeten tölthetem a napjaimat, ahol olykor kopottas ruhában, félretaposott sarkú cipőben járó emberekben visszhangot talál az alapító igazgatónk üzen:
„Mi azon fáradozunk, hogy jellemes, igazmondó, a másik embert becsülő, szépet és igazat szerető emberekké formálódjanak iskolánk tanulói.”
Meddig tudjuk ezt strázsaként vigyázni? Remélem – a gondviselés kegyeltjeiként – mindaddig, amíg szükség lesz alma materekre."
Megyeri István igazgató

## Az iskola története

### Kezdetek
Monor község sok évtizedes jogos kívánsága teljesült a monori középiskola létesítésével. Az állami szervek képviselői megállapodtak az iskola létesítésében és 1951. szeptember 1-jén engedélyezték a megalapítását. Az iskolát átmenetileg az Ady Endre úti általános iskola helyiségeiben helyezték el.
Az iskola mint közgazdasági technikum kezdte meg működését. Igazgatója Fülöp Lóránd általános iskolai igazgató volt. Átmenetileg a technikum tanárai is az általános iskola nevelői voltak. Induláskor a tanulók létszáma 80 fő volt.
Az 1952–1953. tanévben már több középiskolai tanárt is kapott az iskola. Ebben az évben létesült a menza is, ahol 70 tanuló étkezett rendszeresen. 1953 májusában nagyobb pártállami támogatással 5 tanterem, irodahelyiség és szertár létesült. Ekkor az iskola már az Ady úti iskolából végleg elköltözött. Igazgatója Kátai István lett.
A volt katolikus iskolában, valamint a volt református otthonban helyeztek el osztályokat. Az épülethiány miatt a Művelődésügyi Minisztérium az iskola megszüntetését javasolta. A pártszervek és a Községi Tanács azonban nem engedte megszüntetni.
Így kapta meg az iskola az Ipartestület mellett lévő államosított Kalmár-féle épületet, ezért lehetővé vált az iskola egy épülettömbben való elhelyezése.
1954. őszén Oláh István lett az iskola igazgatója, aki korábban Monorierdőn volt a Monorierdői Állami Népiskola igazgatója majd, mint középiskolai tanár tanított Monoron a Közgazdasági Technikumban. Az oktatási minisztérium ebben az évben megszüntette a Közgazdasági Technikum első osztályát, és a Közgazdasági Technikum fokozatosan általános gimnáziummá alakult át.
1954/1955. tanévben az első osztály már gimnáziumként kezdte meg működését. A tanulók létszáma már elérte a 300-at, s közel 200 tanuló számára vált lehetségessé a menzai étkeztetés.
1955-ben önálló ebédlőt létesített és önálló gondnokságot kapott az iskola. 1957-ben részben társadalmi munkából még 50 m hosszú épületbővítménnyel gazdagodott. Ezután már 11 osztály, 9 tanulószoba volt. A tanulók létszáma megközelíti a 400 főt, étkeztetésben részesülők pedig a 300 főt.
1958. őszén megkezdték az új, 10 tantermes, kétemeletes gimnázium építését. Az új épület Pest megye legkorszerűbb és legszebb iskolája lett. Az új iskola épületében 1960. őszén kezdődött meg a tanítás. 1955-ben kezdte meg a tanulók politechnikai képzését. Közel 50 tanuló vett részt. Fő szempontja volt a fizikai munka megszerettetése és fokozottabb megbecsülése.
Ebben az osztályban heti 5 nap volt a tanítás, 1 nap az ipari gyakorlat, amikor a tanulók üzemekben dolgoztak.
Az iskolában az 1959–1960-as tanévben már egy osztályban hivatalosan bevezették a politechnikai képzést.
1958–1959-es tanévben az iskolának már televíziója, zenegépe, hangos filmvetítőgépe, magnetofonja is segítette az oktató és nevelő munkát. Az iskolában 8 szakkör, zene- és énekkar működött. Ezekben az években a gimnáziumban levelező tagozat is működött. Akkoriban 110 felnőtt tanult esténként.

## JAG falva
A monori gimnázium – több mint félévszázados története során – már annyi sikeres diákot bocsátott ki alma materéből, hogy ha összegyűjtenénk őket, már egy egész falut vagy kisvárost is tudnának működtetni az onnan kikerült, és például orvossá, jogásszá, mérnökké, államigazgatási szakemberré, kiváló szakmunkássá lett egykori neveltjei. „JAG-falva” pusztán általuk is virágzó település lehetne. A főiskolai felvételeket tekintve az első harmadban helyezkedik el az iskola (minden negyedik felvett nyelvvizsgával rendelkezik). Megnyugtatónak mondhatók az Országos Kompetencia Mérés eredményei is, mind a 8., mind a 10. évfolyamot illetően. Szövegértésből és matematikából egyaránt jóval átlag fölötti teljesítményt mutatnak az itt tanulók (2003,2004,2006,2007-ben is). Mindezen eredmények mögött természetesen komoly tantestületi, szaktanári munka van. Sokuk nevét kellene itt felsorolni.

### Tanárok, diákok, történetek
- Péterffy András rendező-operatőr így emlékszik vissza diákéveire: "Monoron nagyon korszerű gimnázium volt, a kötelező orosz nyelv mellett volt angol nyelv, német nyelv, olasz nyelv, francia nyelv tagozat, az orosz nyelvet egy volt latintanár - Stéhli Ferenc, ma is él - tanította, s több maradt meg bennem az óráiról az orosz zenéből, mint az orosz szókincsből."

## Külső hivatkozások
- A monori József Attila Gimnázium weboldala
- Koblencz Sándor tanár úr által írt iskolatörténet
- Monor város weboldala
- Köszöntöm a kedves Látogatót! Archiválva 2007. november 12-i dátummal a Wayback Machine-ben
- A környék értelmiségének hetven százaléka innen indult (Népszabadság, Koblencz Zsuzsa  2001. november 16.)
- SZŐNYI ATTILA a monori József Attila Gimnázium és Közgazdasági Szakközépiskola tanulója  1998-ban  "I. Mózes 1:26–31" című novellájáért a Krúdy Gyula Városi Könyvtár különdíjaként dicséretben részesült.